# The Ransom
The Ransom er en amerikansk stumfilm fra 1915 af Edmund Lawrence.

## Medvirkende
- Julia Dean - Janet Osborne
- Louise Huff - Marcia Osborne
- J. Albert Hall - Mark Osborne
- Ethel Lloyd - Sarah Osborne
- Willard Case - Ellis Raymond